# Littérature féministe
Ne doit pas être confondu avec Littérature féminine.

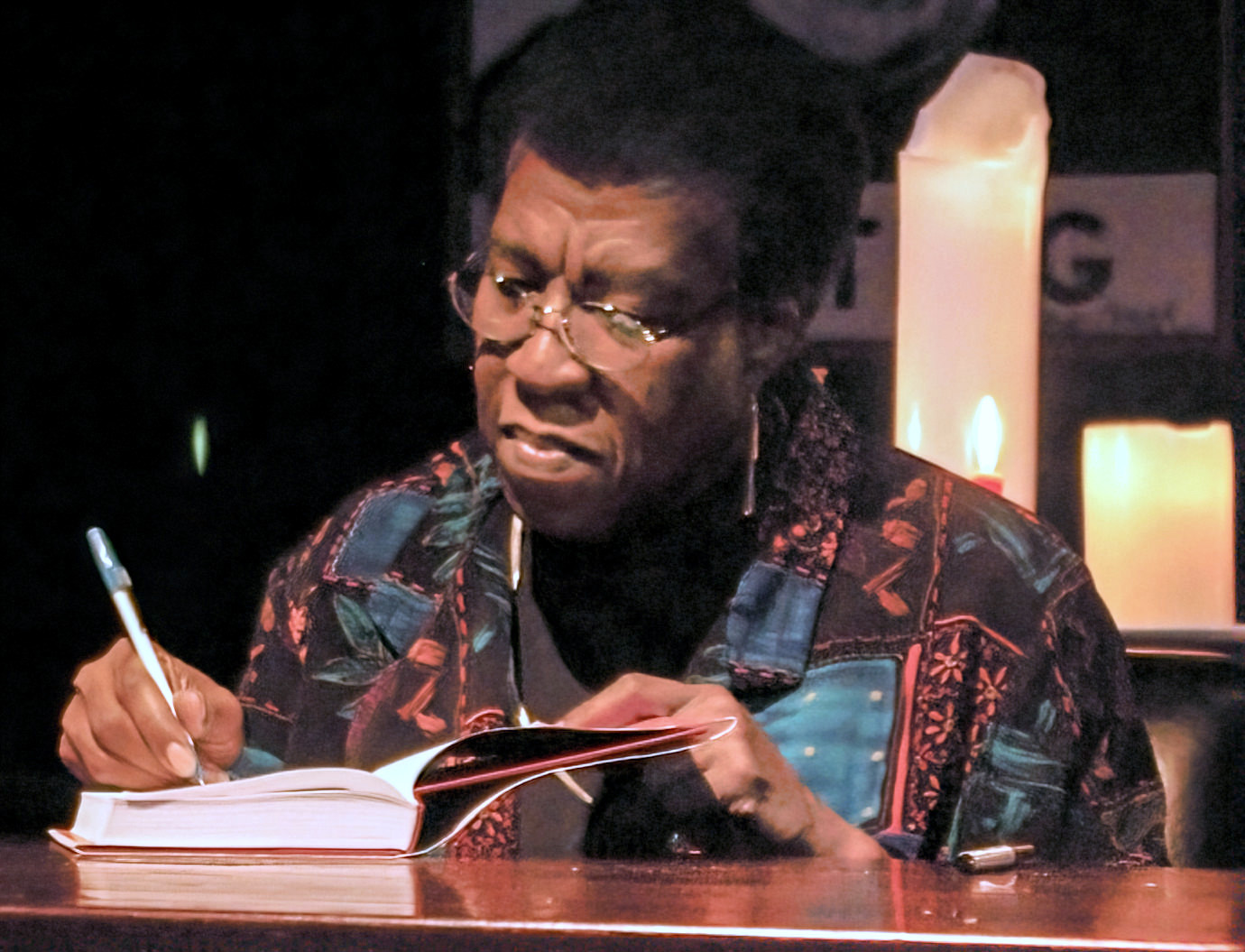
Octavia Butler, autrice primée de science-fiction féministe.

La littérature féministe est la littérature (fiction, non-fiction, théâtre, poésie...), qui soutient les objectifs féministes en faveur de l'égalité des droits civils, politiques, économiques et sociaux entre genres. Elle permet notamment d'identifier les inégalités et les privilèges de genre, et d'en décrire les conséquences pour les femmes, mais aussi les hommes, les familles et la société.

## Histoire
Au XVe siècle, Christine de Pizan écrit La Cité des Dames qui combat les préjugés et valorise la place des femmes dans la société. Le livre suit le modèle du De Mulieribus Claris, écrit au XIVe siècle par Giovanni Boccaccio[réf. nécessaire].
Le mouvement féministe a produit de la fiction féministe, de la non-fiction féministe et de la poésie féministe, ce qui a suscité un nouvel intérêt pour l'écriture féminine. Cela a également suscité une réévaluation générale des contributions historiques et académiques des femmes en réponse à la conviction que la vie et les contributions des femmes ont été sous-représentées en tant que sujets de la recherche. Il existe également un lien étroit entre la littérature féministe et l'activisme, les écrits féministes exprimant généralement des préoccupations ou des idées clés du féminisme à une époque particulière.
Une grande partie des premières recherches littéraires féministes a été consacrée à la redécouverte et à la récupération de textes écrits par des femmes. Dans l'érudition littéraire féministe occidentale, des études comme Mothers of the Novel (Les mères du roman, 1986) de Dale Spender et The Rise of the Woman Novelist (L'ascension de l'autrice de romans, 1986) de Jane Spencer ont été révolutionnaires en insistant sur le fait que les femmes ont toujours écrit.
En parallèle à cette montée en puissance de l'intérêt académique, diverses maisons d'édition ont commencé à rééditer des textes épuisés depuis longtemps. Virago Press a commencé à publier sa grande liste de romans du XIXe et du début du XXe siècle en 1975. Dans les années 1980, Pandora Press, l'éditeur de l'étude de Spender, a publié une collection complémentaire de romans du XVIIIe siècle écrits par des femmes. Plus récemment, Broadview Press continue de publier des romans des XVIIIe et XIXe siècles, dont beaucoup étaient épuisés jusqu'à présent, et l'Université du Kentucky republier également des romans féminins anciens.
Des œuvres littéraires particulières sont devenues des textes féministes clés. A Vindication of the Rights of Woman (1792) de Mary Wollstonecraft, est l'une des premières œuvres de la philosophie féministe. Une chambre à soi (1929) de Virginia Woolf, argumente en faveur d'un espace à la fois concret et symbolique pour les écrivaines au sein d'une tradition littéraire dominée par le patriarcat. La Femme eunuque (1970) de Germaine Greer remet en question le rôle autolimitatif de la femme au foyer.
Selon Elyce Rae Helford, « la science-fiction et la fantasy servent de vecteurs importants pour la pensée féministe, en particulier en tant que ponts entre la théorie et la pratique ». La science-fiction féministe est parfois enseignée au niveau universitaire pour explorer le rôle des constructions sociales dans la compréhension du genre. Des textes notables de ce genre sont La Main gauche de la nuit (1969) d'Ursula K. Le Guin, L'Autre Moitié de l'homme (1970) de Joanna Russ, Liens de sang (1979) d'Octavia Butler et Handmaid's Tale (1985) de Margaret Atwood.
La non-fiction féministe a joué un rôle important dans l'expression des préoccupations concernant les expériences vécues par les femmes. Par exemple, Je sais pourquoi chante l'oiseau en cage de Maya Angelou a été extrêmement influent, car il représentait le racisme et le sexisme spécifiques vécus par les femmes noires qui grandissent aux États-Unis.
En outre, de nombreux mouvements féministes ont adopté la poésie comme moyen de communiquer des idées féministes au public par le biais d'anthologies, de recueils de poésie et de lectures publiques.

## Littérature jeunesse féministe
La littérature féministe pour enfants est l'écriture de la littérature pour enfants avec une perspective féministe. La littérature jeunesse et la littérature féminine présentent de nombreuses similitudes. Les deux traitent souvent d'être faible et placé vers le bas d'une hiérarchie. Ainsi, les idées féministes se retrouvent régulièrement dans la structure de la littérature jeunesse. Une critique féministe de la littérature jeunesse est donc attendue, puisqu'il s'agit d'un type de littérature féministe. La littérature féministe pour enfants a joué un rôle essentiel pour le mouvement féministe, en particulier au cours du dernier demi-siècle. Dans son livre Feminism Is for Everybody: Passionate Politics, bell hooks déclare sa conviction que tous les types de médias, y compris l'écriture et les livres pour enfants, doivent promouvoir les idéaux féministes. Elle soutient que « la littérature pour enfants est l'un des thèmes les plus cruciaux de l'éducation féministe à la conscience critique précisément parce que les croyances et les identités sont encore en train de se former ».

## Science-fiction féministe
La science-fiction féministe est un sous-genre de la science-fiction (en abrégé « SF ») axé sur des théories qui incluent des thèmes féministes, y compris, mais sans s'y limiter, l'inégalité entre les genres, la sexualité, la race, l'économie et la reproduction. La SF féministe est politique en raison de sa tendance à critiquer la culture dominante. Certaines des œuvres de science-fiction féministes les plus remarquables ont illustré ces thèmes en utilisant des utopies pour explorer une société dans laquelle les différences de genre ou les déséquilibres de pouvoir entre les sexes n'existent pas, ou des dystopies pour explorer des mondes dans lesquels les inégalités de genre sont intensifiées, affirmant ainsi un besoin de travail féministe. continuer.

## Littérature féministe populaire
| - Défense des droits de la femme par Mary Wollstonecraft - Une chambre à soi de Virginia Woolf - « Le féminisme est pour tout le monde » par bell hooks - Hors-la-loi du genre par Kate Bornstein - La Petite fille de la rue Mango par Sandra Cisneros - Bad Feminist de Roxane Gay - Les Quatre Filles du docteur March de Louisa May Alcott - Les hommes m'expliquent les choses par Rebecca Solnit - Redéfinir la réalité par Janet Mock - Sœur Outsider par Audre Lorde - La Cloche de détresse de Sylvia Plath | - La chambre sanglante par Angela Carter - This Bridge Called My Back (anthologie de femmes de couleurs) - La Femme eunuque de Germaine Greer - Les Monologues du vagin d'Eve Ensler - À la recherche des jardins de nos mères par Alice Walker - La Femme mystifiée de Betty Friedan - La Servante écarlate par Margaret Atwood - Le Deuxième Sexe de Simone de Beauvoir - Femmes, culture et politique par Angela Y. Davis - Le Carnet d'or de Doris Lessing - La Tresse de Laetitia Colombani |
| ni | |